# Chiesa di San Giovanni Battista (Jesolo)
La chiesa di San Giovanni Battista è la parrocchiale di Jesolo, in città metropolitana e patriarcato di Venezia; è a capo del vicariato di Jesolo - Cavallino Treporti.

## Storia

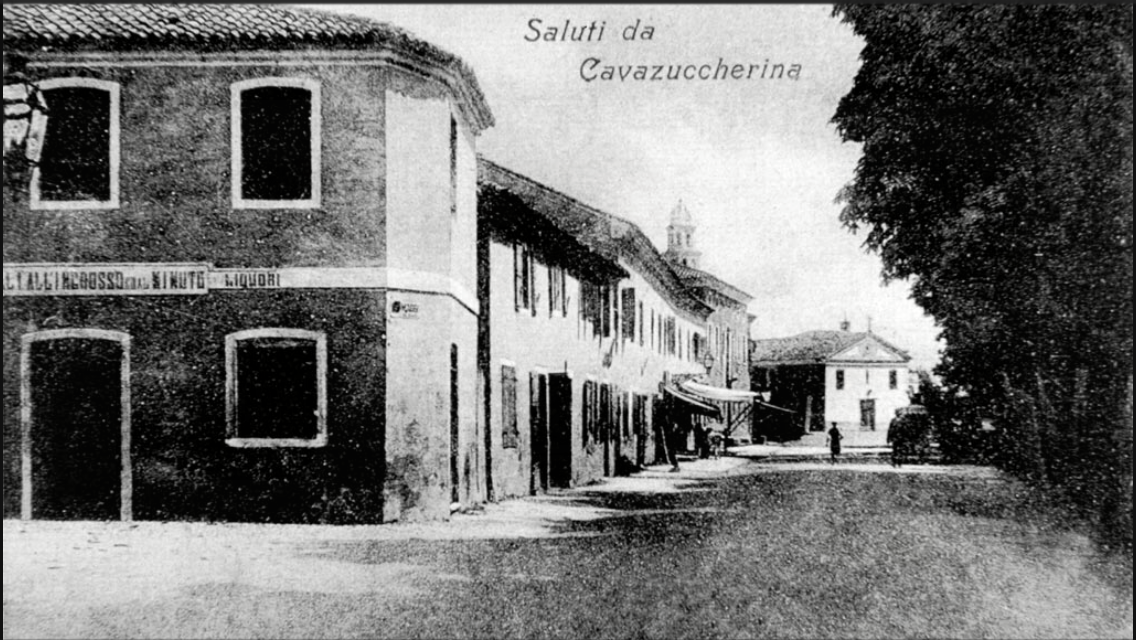
Veduta della terza chiesa di Cavazuccherina (poi Jesolo) ai primi del Novecento

### La prima chiesa
La primitiva chiesa e il monastero dedicati a san Giovanni Battista sorsero nel territorio di Equilio (poi Jesolo) all'inizio del XII secolo per volere del doge Ordelafo Falier. Nel XIII secolo la chiesetta di San Giovanni Battista probabilmente rivestiva il ruolo di battistero della vicina cattedrale di Santa Maria, non più esistente.
Nel 1466 la chiesa passò al patriarcato di Venezia in seguito alla soppressione della diocesi di Equilio, alla quale apparteneva originariamente.

### La seconda chiesa
Alla fine del XV secolo l'edificio sacro fu ricostruito sui resti dell'antica chiesa di Santa Lucia ed eretto a parrocchiale il 13 gennaio del 1495; nel 1526 entrò a far parte della diocesi di Torcello. Secondo le descrizioni del tempo, la fabbrica era composta da una sola navata ed era a croce latina; all'interno erano presenti una pala con la Vergine, santa Lucia e san Giovanni collocata sull'altare maggiore, altari laterali dedicati alla Vergine del Rosario, a san Carlo, a sant'Antonio da Padova e alla santa Croce, quest'ultima presumibilmente adorata tramite l'antico crocifisso del XIV secolo. La chiesa era dotata anche di un campanile che "la superava di molti passi".

### La terza chiesa
All'inizio del Settecento l'edificio subì un rifacimento in occasione del quale venne ingrandito con il contributo del nobile veneziano Tommaso Querini, il quale fece porre al suo interno nuove pale d'altare, nuovi quadri e statue. La chiesa era dotata di un portale di origine bizantina, derivante dal recupero dei materiali dell'antico abitato, che fu rinvenuto nel 1986 durante alcuni lavori di restauro del vicino ponte della Vittoria sul fiume Sile. La consacrazione venne officiata il 26 maggio 1737 dal vescovo di Torcello Vincenzo Maria Diedo. La chiesa, ancora con un'unica navata, era larga 10 metri, profonda 26 e alta circa 9; al suo interno c'erano il fonte battesimale e il pulpito, ed erano presenti due cappelle laterali. Il campanile era alto circa 26 metri.

### La quarta chiesa
Nel XIX secolo la chiesa si rivelò insufficiente a soddisfare le esigenze della popolazione e, alla vigilia del nuovo secolo, si decise di riedificarla. Il progetto della parrocchiale venne affidato agli ingegneri Saccardo e Bozzoli; tra i due sorse, però, un certo attrito, dato che uno propendeva per costruire ex novo la chiesa, mentre l'altro per ristrutturare quella esistente. Alla fine furono convinti a presentare un progetto unitario ma, a causa della disputa su dove far sorgere la nuova chiesa, il tutto si risolse con un nulla di fatto. Il parroco dovette chiedere l'aiuto del patriarca Aristide Cavallari, che pronunciò un discorso in chiesa a favore della realizzazione del nuovo tempio. Nel 1904 l'ingegner Berchet ricevette l'incarico di redigere il progetto, che però poi non fu eseguito a causa dell'eccessiva spesa che avrebbe comportato; alla fine, si scelse il disegno dell'ingegner Paoletti.
Il 13 novembre 1910 fu posta la prima pietra della nuova chiesa, i cui lavori s'interruppero durante la prima guerra mondiale, durante la quale venne rasa al suolo la vecchia chiesa, che in precedenza era stata mantenuta in attesa del completamento del nuovo edificio. Subito dopo il termine del conflitto venne realizzata una chiesa-baracca provvisoria; la costruzione del tempio terminò nel 1927 e, il 9 ottobre di quell'anno, il patriarca Pietro La Fontaine benedisse la chiesa con una cerimonia alla quale prese parte pure il duca d'Aosta. La dedicazione del nuovo tempio avvenne il 29 marzo 1932 sempre dal patriarca La Fontaine. Alla destra della fabbrica venne in seguito edificato il campanile, alto circa 75 metri.
La chiesa è stata restaurata esternamente tra il 2012 e il 2014 e, al suo interno, nel 2016-17.

## Descrizione esterno
La chiesa ha dimensione di circa 20 x 45 metri, ha un'altezza di 19,65 metri, è a pianta a croce latina con tre navate ed è interamente in mattoni di laterizio. Il progetto si è interamente ispirato all'antica cattedrale cittadina sia nella struttura e nello stile sia nelle dimensioni.

### La facciata esterna
La facciata della chiesa è a salienti e presenta un unico portale, sopra il quale vi è una lunetta decorata a mosaico raffigurante il Battista, un rosone in pietra bianca con vetri colorati e degli archi ciechi ai lati; sotto gli spioventi vi sono degli archetti pensili.
Alla destra dell'edificio è presente l'imponente e maestoso campanile, alto circa 75 metri.

#### Il portale
Il rivestimento del portale fu inaugurato il 24 giugno 1969. Le cornici sono in rovere di Slavonia e racchiudono 16 formelle in rame sbalzato raffiguranti episodi della vita del Battista. I due riquadri principali ricordano le figure dei Santi Apostoli Pietro e Paolo nel XIX centenario del loro martirio.

#### Il mosaico della lunetta
Il prezioso mosaico della lunetta, opera della Scuola del mosaico di Spilimbergo (PN). Fu commissionato a ricordo della Missione Popolare del 1961 e fu benedetto dall'allora patriarca di Venezia Albino Luciani (poi papa Giovanni Paolo I) l'8 marzo 1970.

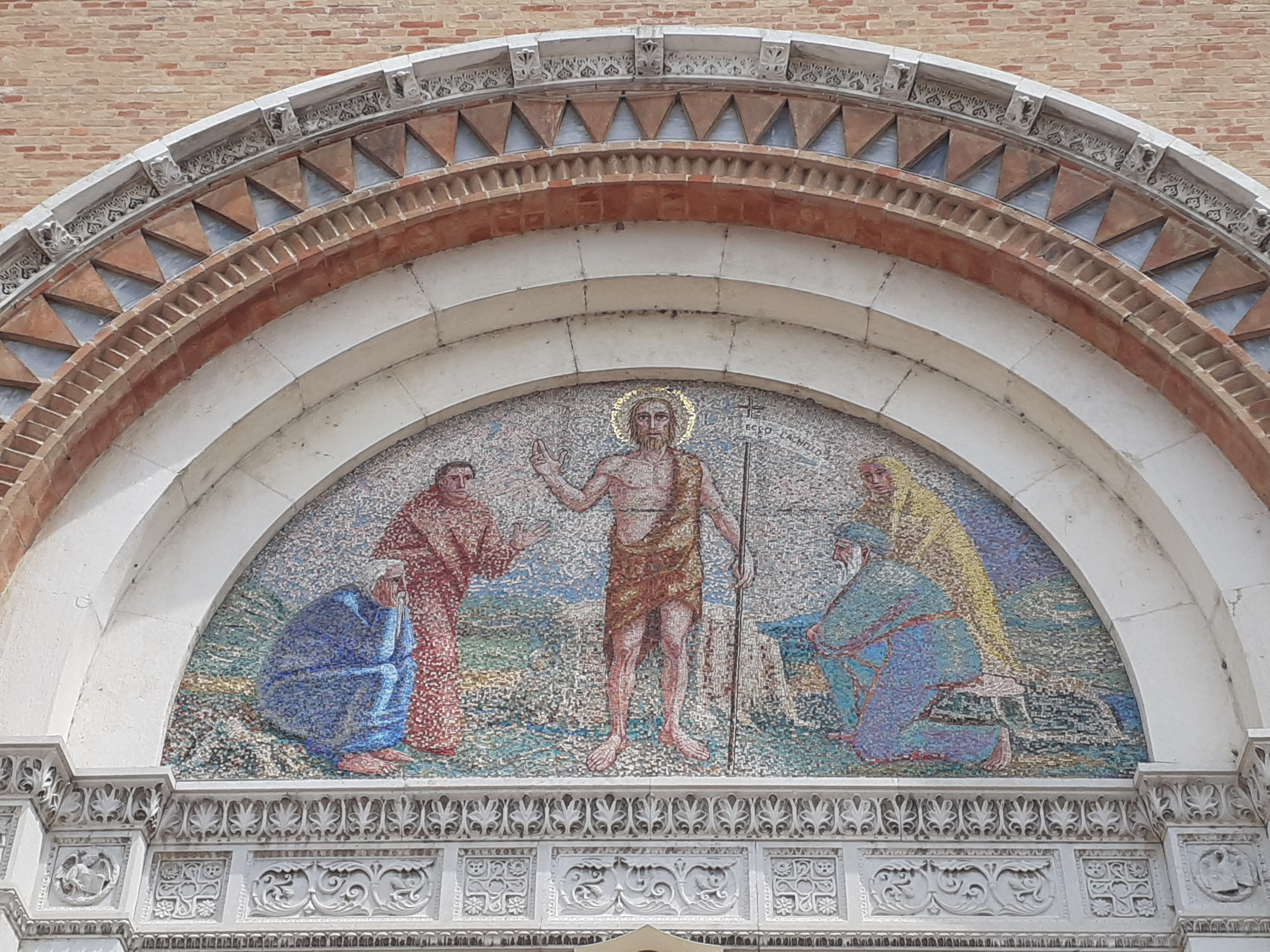
Lunetta del portale
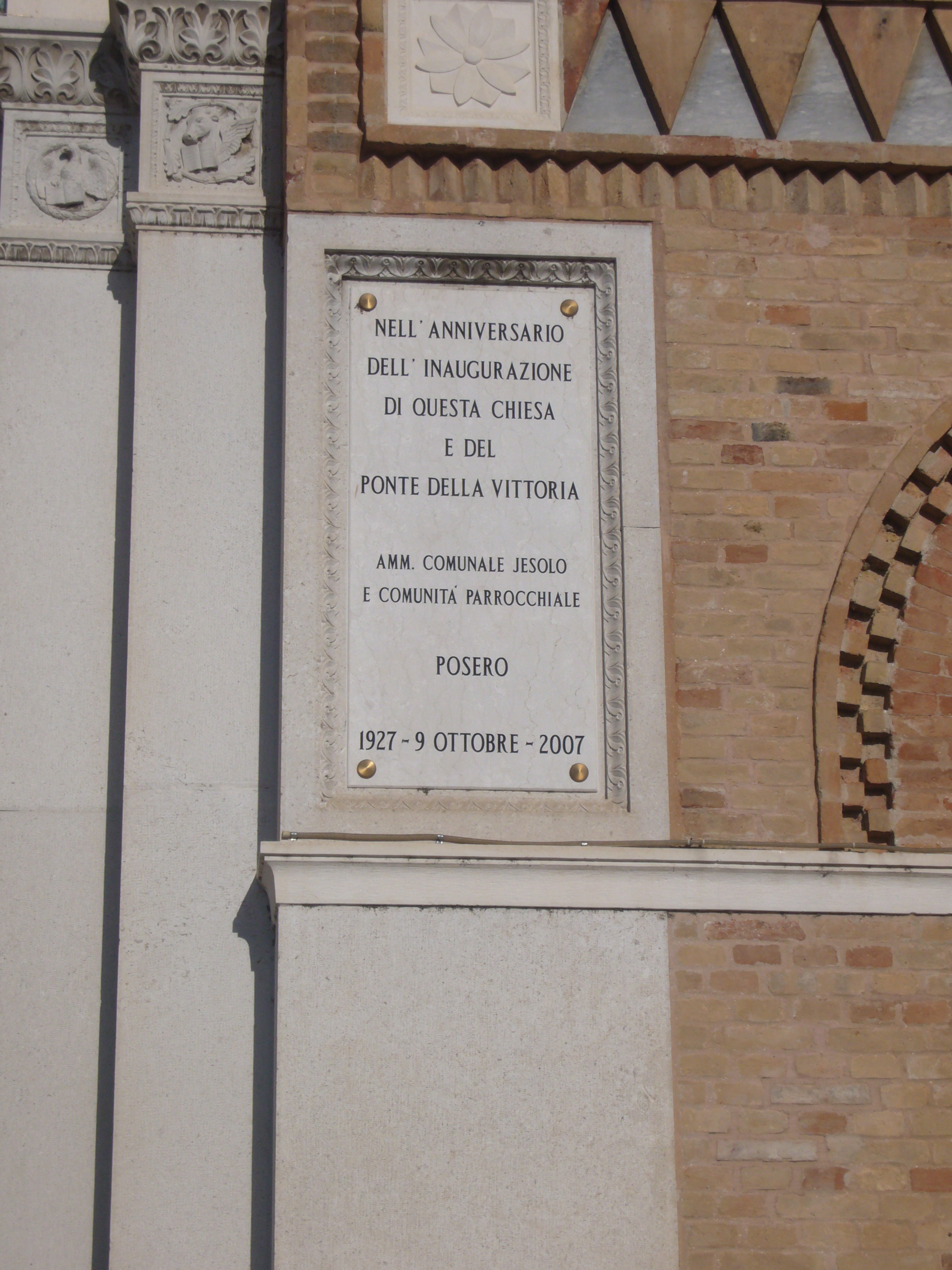
Lapide esterna
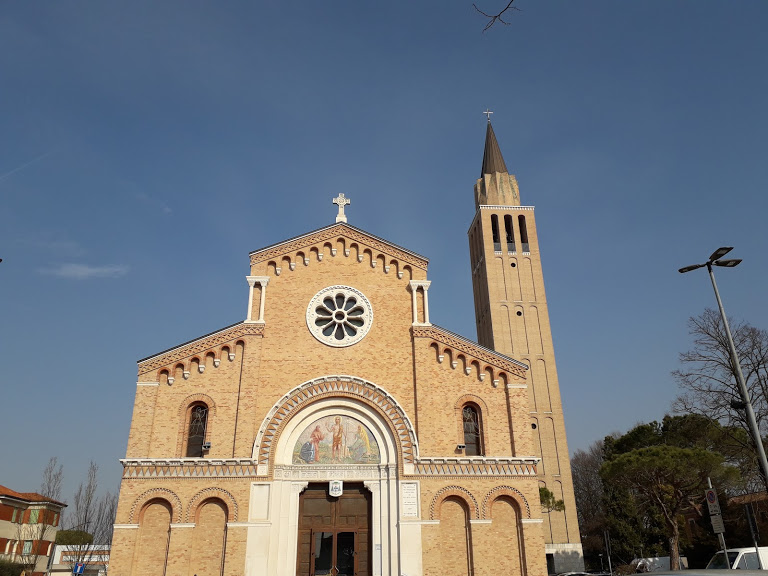
Facciata

## Descrizione interno
L'interno è diviso in tre navate separate da colonne in pietra e pilastri in mattoni; le navate sono sormontate da un matroneo. All'interno è conservato l'antico fonte battesimale. Sono presenti cinque altari: l'altare maggiore, l'altare del SS. Sacramento, l'altare di Sant'Antonio da Padova, l'altare della Vergine e l'altare di San Giuseppe. Il catino absidale è affrescato con la scena del Battesimo di Gesù.

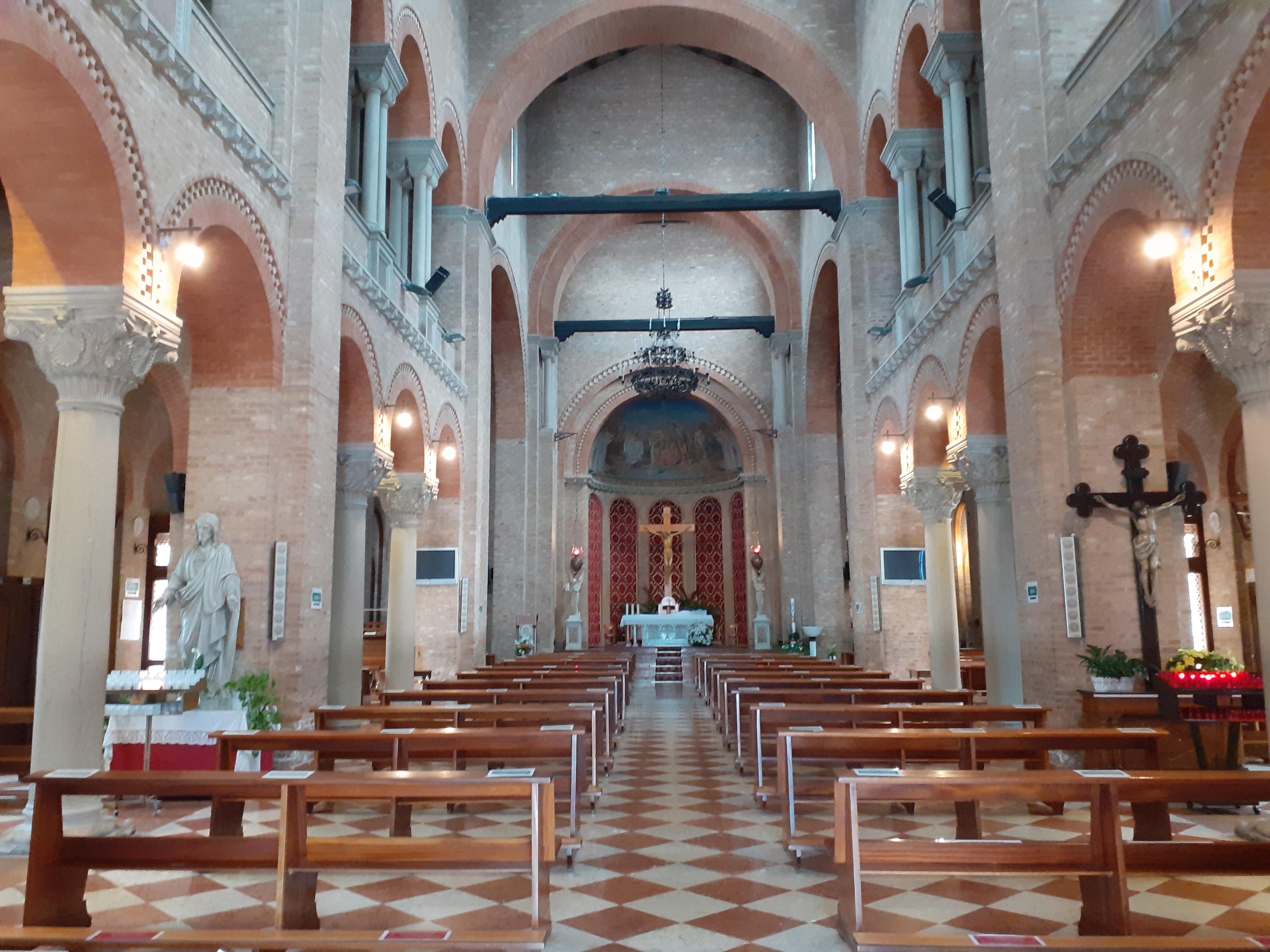
Interno della chiesa
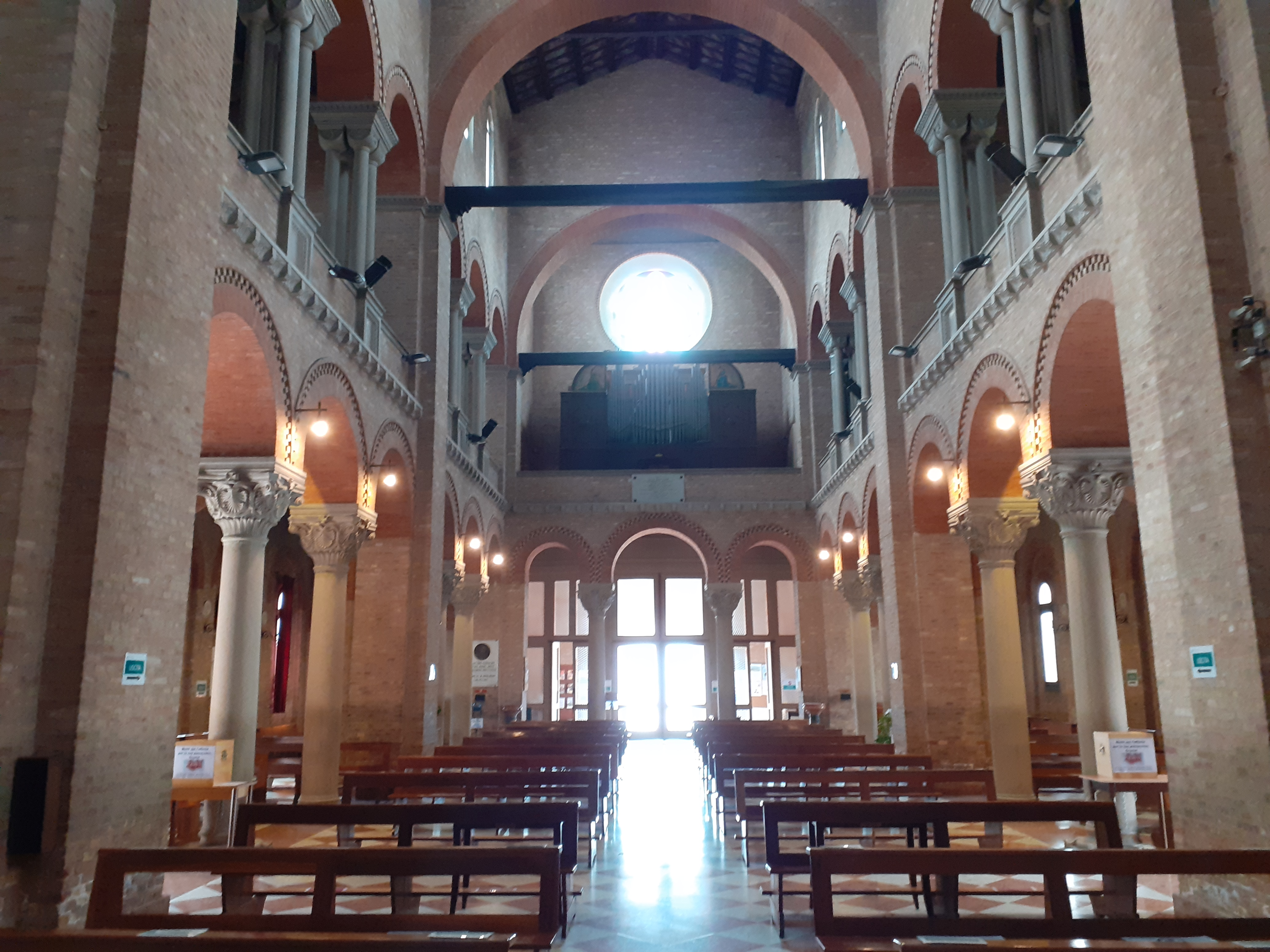
Controfacciata della chiesa
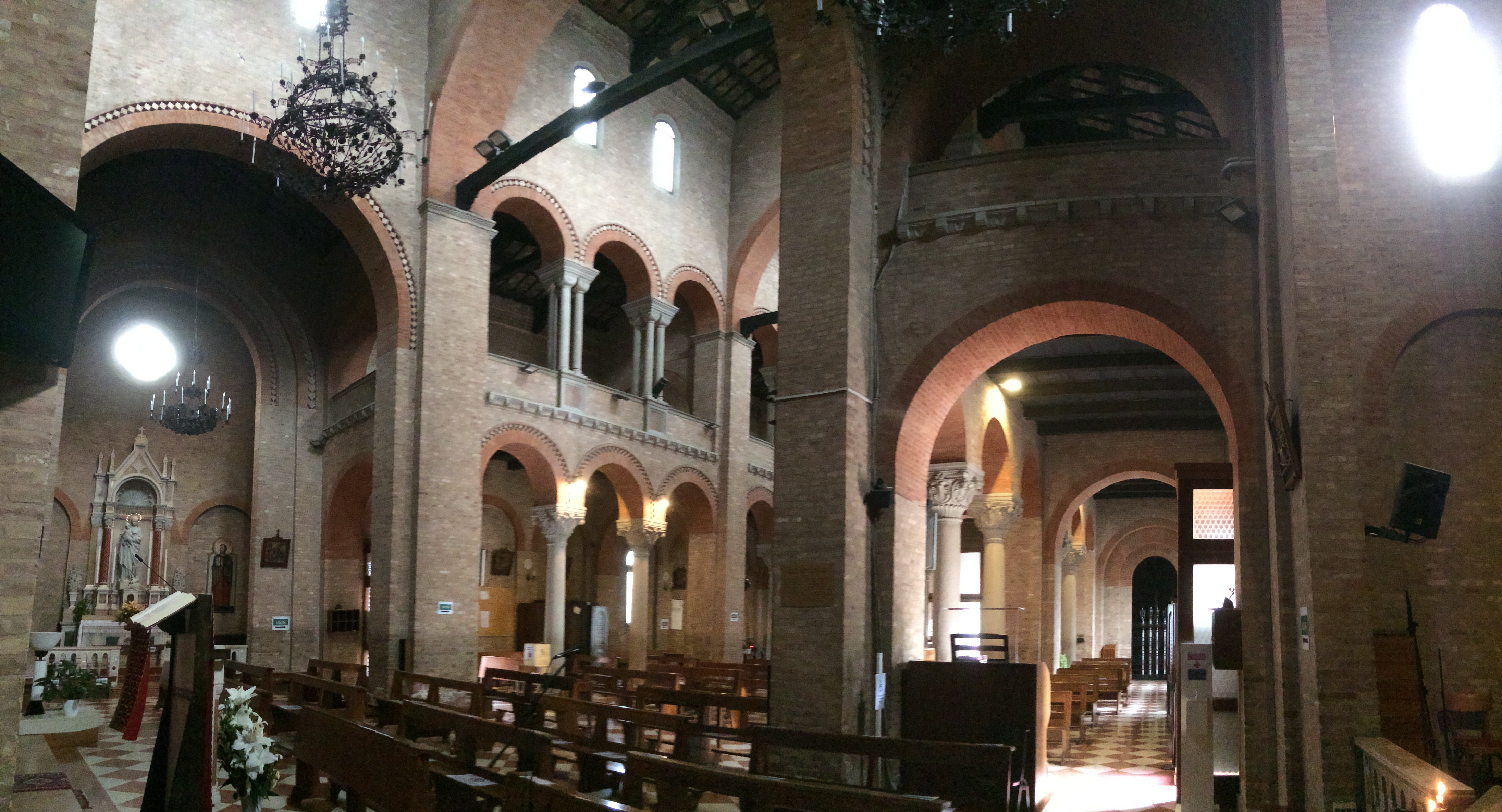
Veduta panoramica dell'interno

### Presbiterio

#### L'altare maggiore
L'altare maggiore è opera dello scultore Paolo Possamai di Solighetto (TV) ed è dedicato ai Santi Magno Vescovo e Giovanni Battista.
Al suo interno sono presenti reliquie di Santa Fosca, san Mauro, San Magno e San Giovanni Battista.
Fu consacrato il 29 marzo 1932 dall'allora patriarca di Venezia card. Pietro La Fontaine, insieme alla nuova chiesa. Con i materiali dell'originale altare si provvide all'erezione dell'attuale Sacra Mensa al centro dell'area presbiteriale, consacrata dal vescovo ausiliare di Venezia mons. Giuseppe Olivotti il 16 ottobre 1966.

#### Il battesimo di Gesù
Il catino absidale è arricchito dall'affresco del battesimo di Gesù, opera del pittore Guido Pini di San Vendemiano (TV). Fu commissionato nel 1928 e fu portato a termine nella primavera del 1930.

#### Il crocefisso
Il grande crocefisso in legno, dono di una famiglia della parrocchia, fu collocato nell'area absidale nell'estate del 1972, sostituendo le tavole dei quattro evangelisti e di Gesù, ora poste nella cappella di Sant'Antonio, nella cappella della Madonna della Salute e nell'area dove è situato l'antico fonte battesimale.

#### Il nuovo ambone
L'ambone, di recente concezione, raffigura alternativamente (seguendo l'anno liturgico) uno dei quattro evangelisti. Un tempo le quattro stele marmoree componevano l'antico pulpito, opera dello scultore Possamai risalente al 1935 e rimosso dal pilastro dell'arcata sinistra del transetto nel 1964.

#### Cappella di San Giuseppe
La cappella si trova a sinistra guardando l'altare maggiore e la sua abside è stata rivestita con marmi policromi nel 1944. L'altare venne consacrato dal patriarca Adeodato Piazza. Il luogo era originariamente detto "delle anime" o "del Cristo" per il crocefisso di pietra che un tempo trovava posto sopra il tabernacolo.
Le statue marmoree dei Santi Giuseppe, Francesco e Rita furono commissionate prima della seconda guerra mondiale e consegnate nella primavera del 1946. Sono opera della ditta di Alfredo Soldani di Apuana - Massa.

#### Cappella del Sacro Cuore di Gesù
Si trova a destra guardando l'altare maggiore. L'altare qui presente è stato consacrato dal patriarca Adeodato Piazza nel 1944. Era stato rivestito di marmo e ultimato nel 1943 dalla ditta Zanchetta di Pove (VI).

Su questo altare è posto il tabernacolo sopra al quale è alloggiata una copia dell'antico crocefisso di Jesolo. L'originale, un tempo di proprietà della parrocchia jesolana, è custodito alle Gallerie dell'Accademia di Venezia ed è stato in esposizione in questa chiesa dal giugno all'ottobre del 2016.

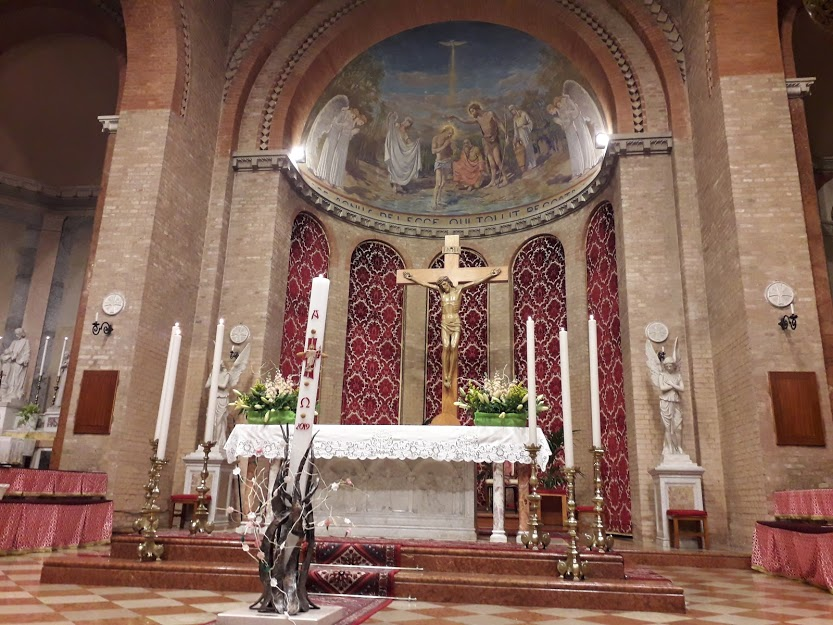
Altare Maggiore
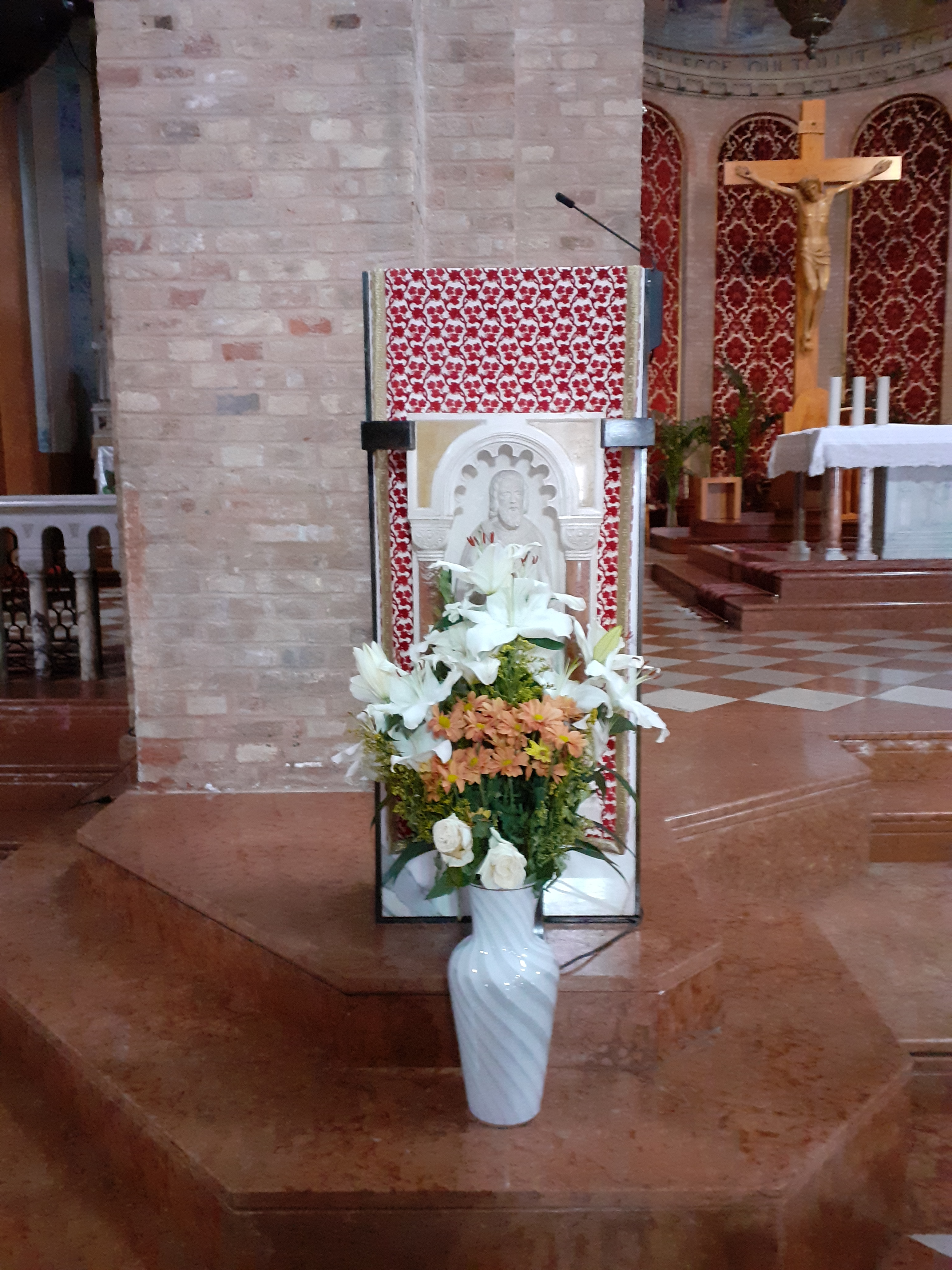
Ambone
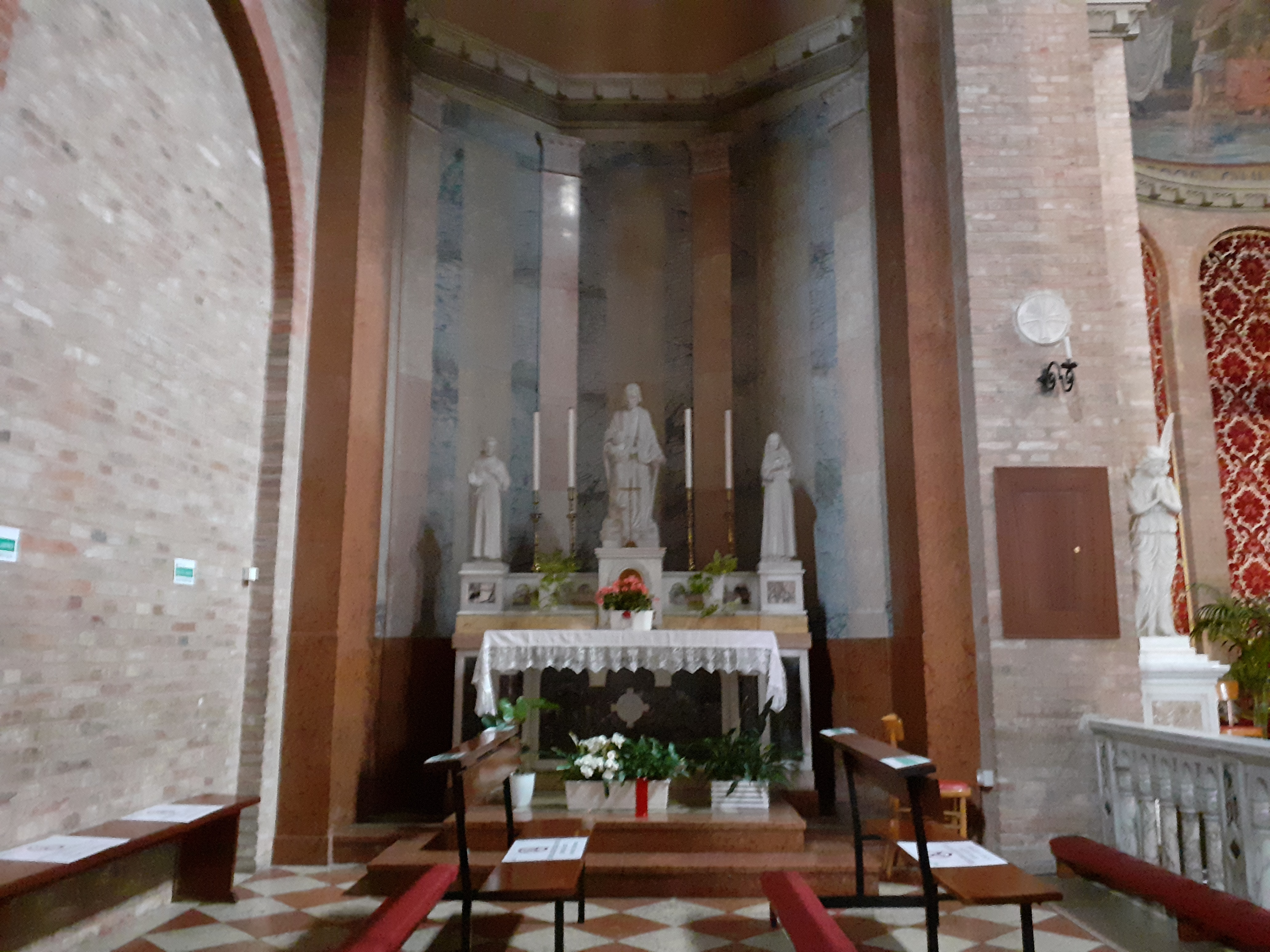
Cappella San Giuseppe
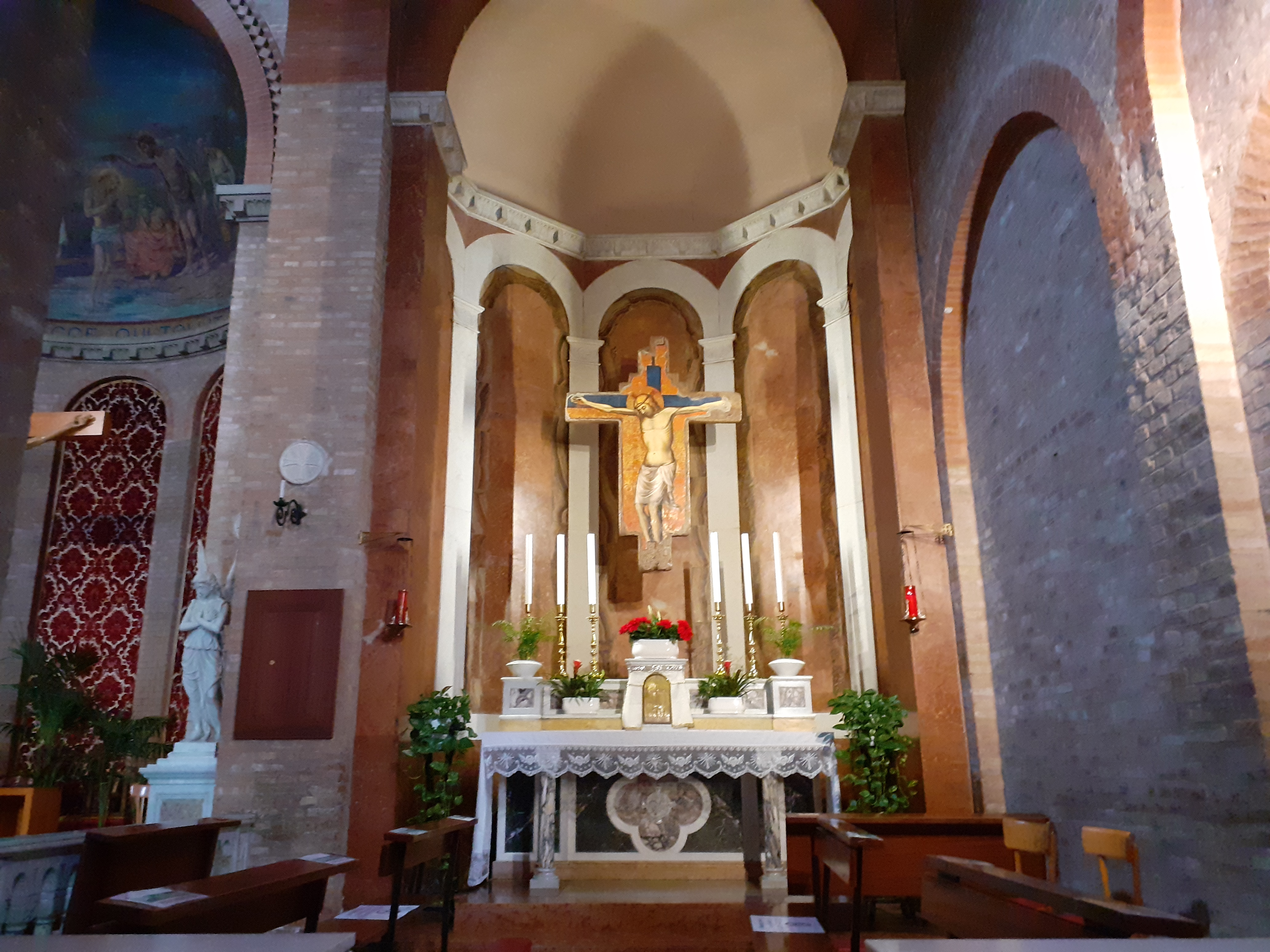
Cappella del Sacro Cuore con il Tabernacolo e l'antico crocefisso

### Transetto

#### Altare della Madonna della Salute
Nel transetto destro è presente l'altare della Madonna della Salute. La statua che vi è alloggiata è in legno dipinto, costruita dalla ditta Ferdinand Demetz di Ortisei (BZ) e inaugurata il 15 agosto 1929.
Nel mese di maggio questa statua viene rimossa dall'altare dove è collocata per essere posta nell'area presbiteriale per le preghiere dei fedeli e il rosario celebrato alla sera.
Durante il triduo pasquale, inoltre, il tabernacolo di questo altare ospita il Santissimo, generando il cosiddetto "sepolcro" dal termine della Missa in Coena Domini del Giovedì Santo per tutto il Venerdì Santo, durante i quali avviene l'adorazione perpetua.

#### Cappella di Sant'Antonio da Padova
L’altare, opera dello scultore Possamai, è stato eretto nel 1935.
Attualmente da questa cappella si levano le voci del coro che animano le celebrazioni liturgiche.

#### I lampadari del transetto
Il lampadario centrale in ferro battuto è stato inaugurato il 31 dicembre 1930. Gli altri due lampadari, posti nei transetti di destra e sinistra, sono stati donati dai parrocchiani nel 1932 in occasione del 25º anniversario di sacerdozio del parroco don Antonio Ferracina.

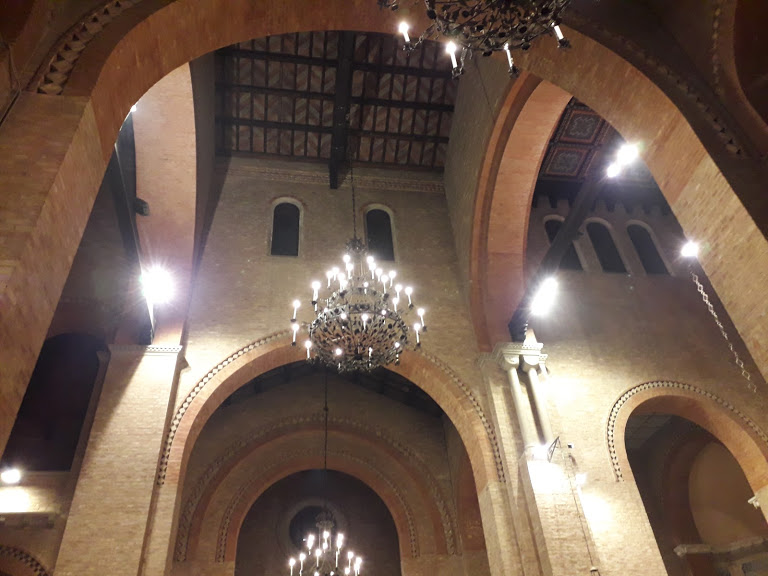
Lampadari del transetto
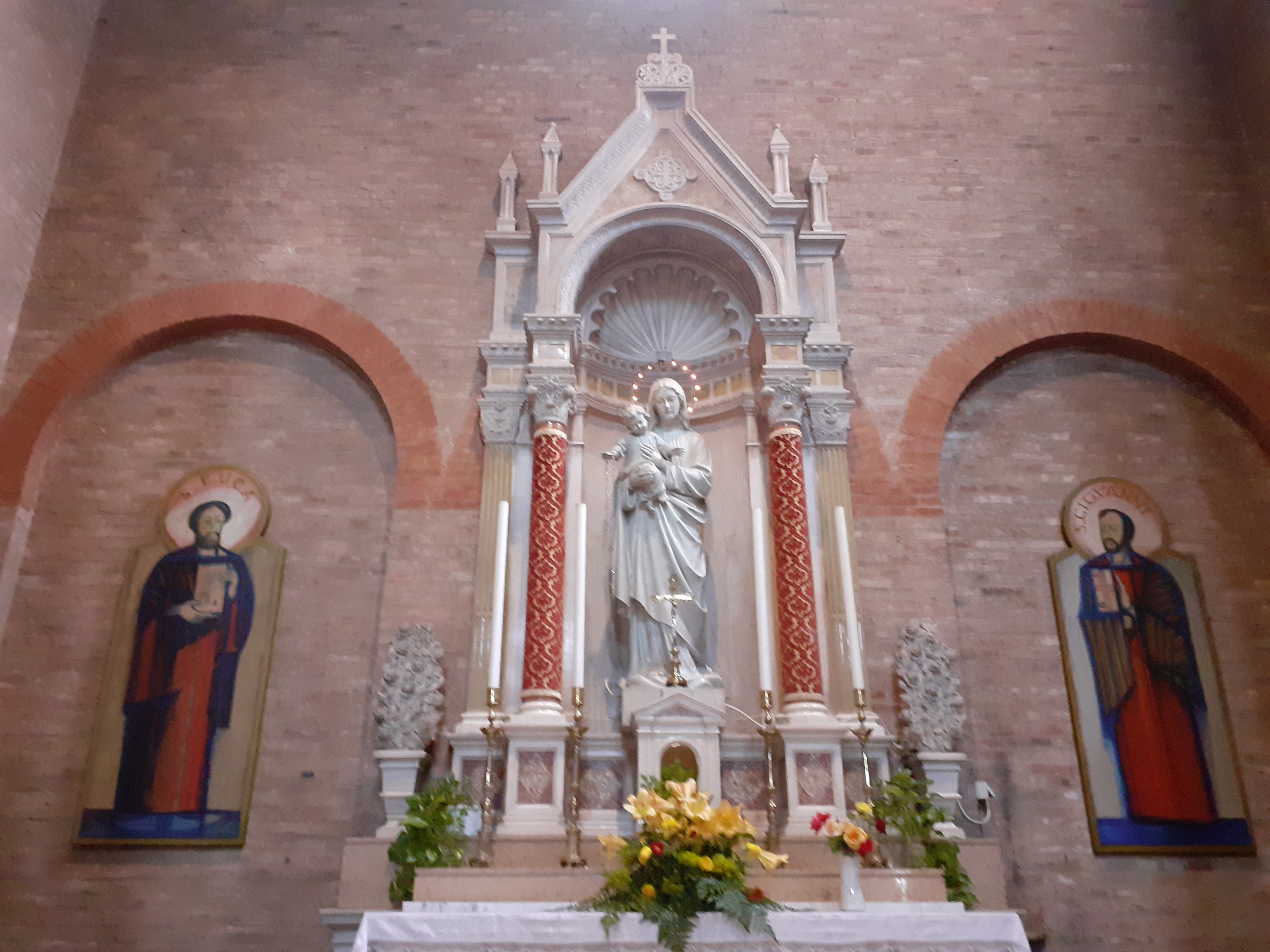
Altare Madonna della Salute
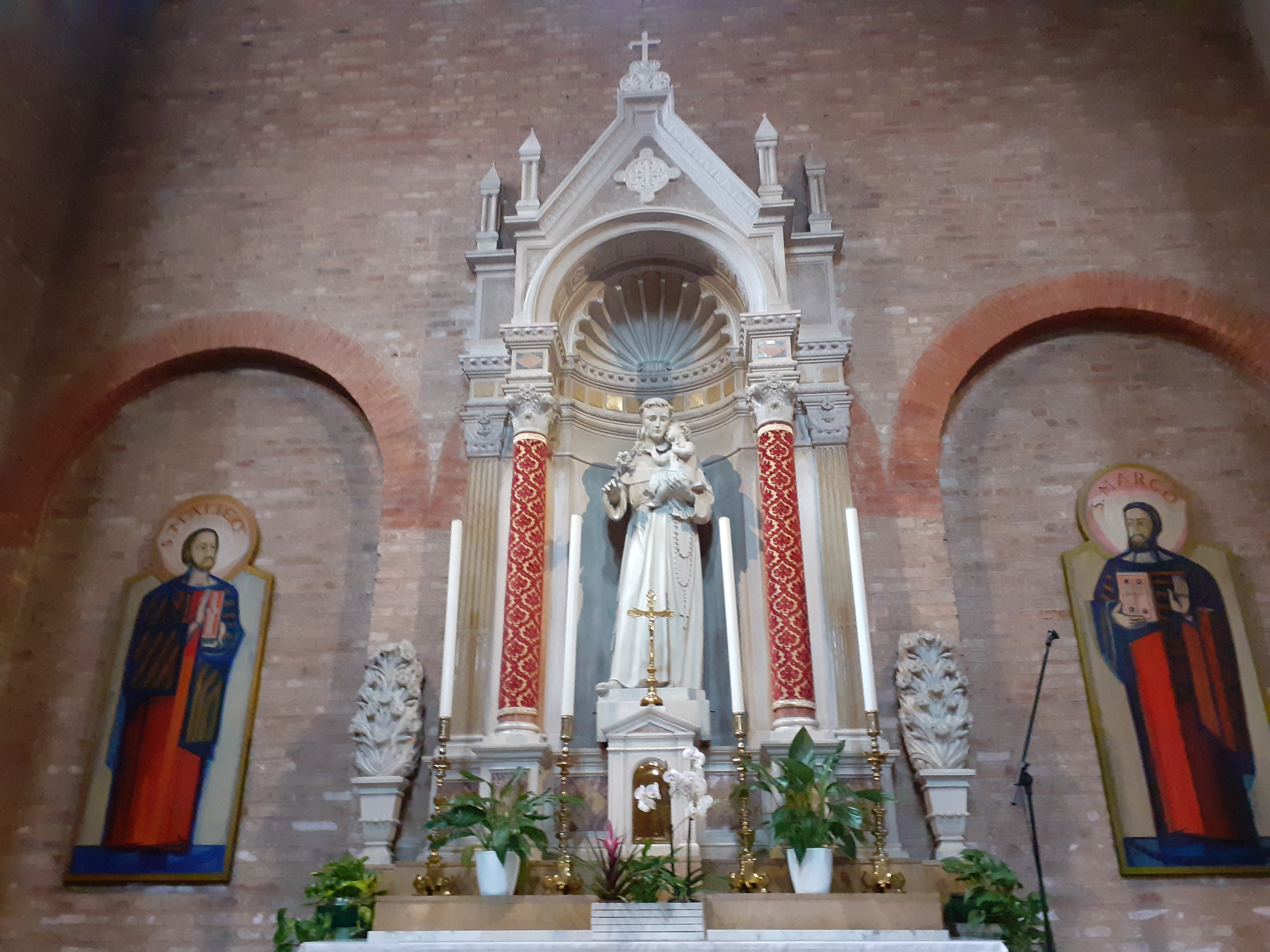
Altare Sant'Antonio da Padova

### Navate

#### Crocifisso ligneo policromo
Si tratta di un crocifisso ligneo posto alla base del pilastro di mezzeria della navata destra, molto venerato dalla comunità jesolana.
L'immagine sacra viene portata in processione a spalla nella Via Crucis che si snoda per le vie del paese durante la serata del Venerdì Santo.
Al termine del corteo il crocifisso resta esposto per tutta la giornata successiva del Sabato Santo.

#### Statua del Sacro Cuore di Gesù
La statua è in legno dipinto ed è stata scolpita dalla ditta Ferdinand Stuflesser di Ortisei (BZ).
L'opera è stata inaugurata il 17 giugno 1928. Inizialmente era posta sopra il tabernacolo nell'omonima cappella, ma nel dicembre 2016 è stata sostituita dalla copia dell'antico crocifisso di Jesolo ed è stata collocata in navata.

#### Grotta di Lourdes
La grotta di Lourdes, collocata nella navata di destra, ospita la statua della Vergine; una delle figure sacre più venerate dalla popolazione. La grotta è stata costruita nel 1934 da un autore ignoto, anche se la statua in essa contenuta, in gesso, è molto più antica. Questa immagine sacra, nel 1918, è stata estratta miracolosamente intatta dalle macerie della vecchia chiesa distrutta dalla prima guerra mondiale dai marinai del Reggimento San Marco.

#### L'antico battistero
All'ingresso principale della chiesa, in sinistra, è conservato il primo battistero, opera dello scultore Paolo Possamai, donato dai parrocchiani alla chiesa in occasione della nomina del parroco mons. Antonio Ferracina a canonico onorario di San Marco.
Il battistero fu benedetto il 29 marzo 1934.

#### La lapide in controfacciata
Adagiata alla balaustra della cantoria, è presente una lapide che ricorda la consacrazione della chiesa. Su di essa vi è scritto:

"OGGI QUESTO SACRO TEMPIO FU SOLENNEMENTE CONSACRATO DA SUA EM. REV.MA IL CARD. PIETRO LA FONTAINE PATRIARCA DI VENEZIA ESSENDO PARROCO D. ANTONIO FERRACINA - XXIX MARZO MCMXXXII"

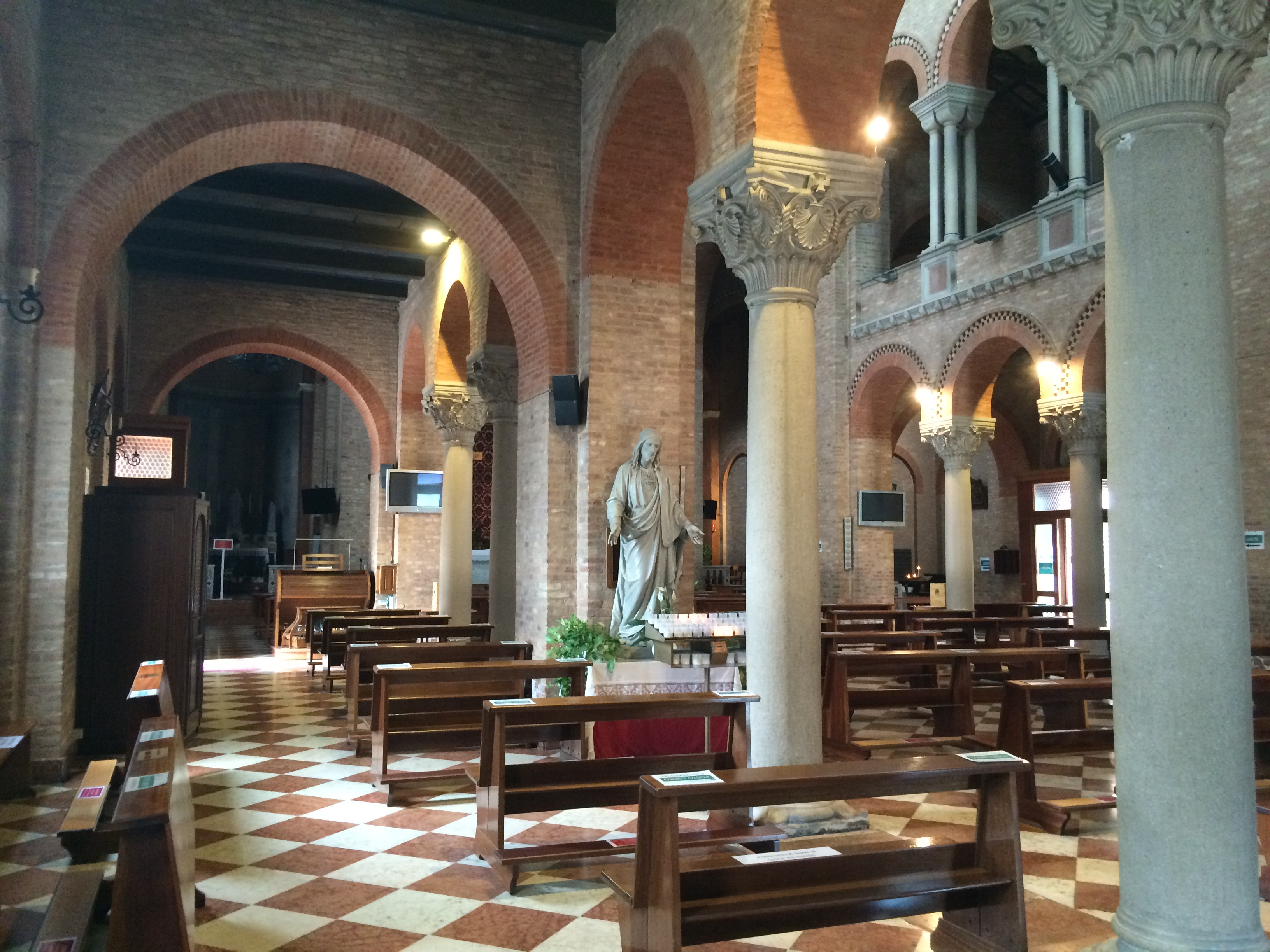
Navata laterale sinistra
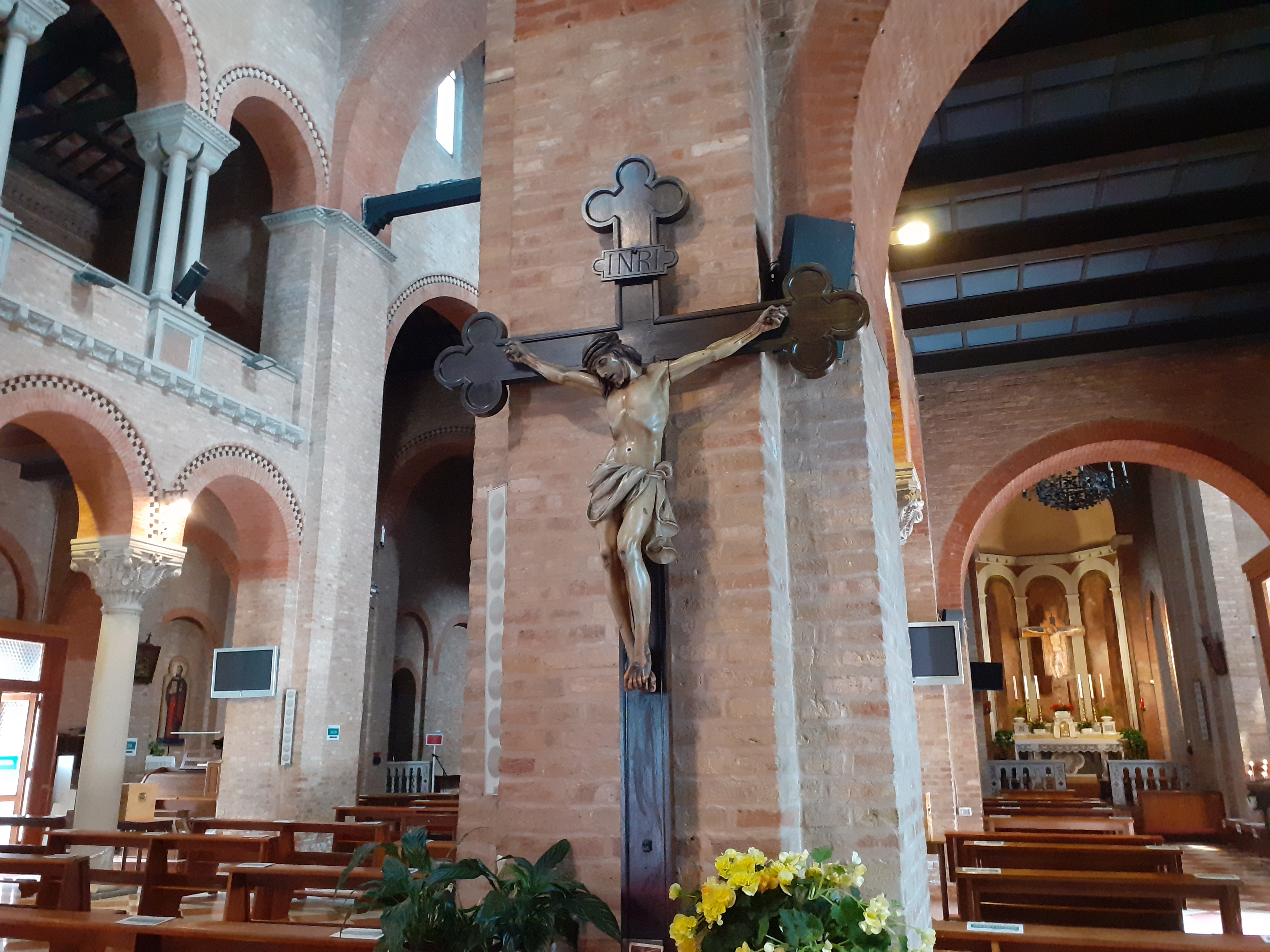
Crocifisso policromo
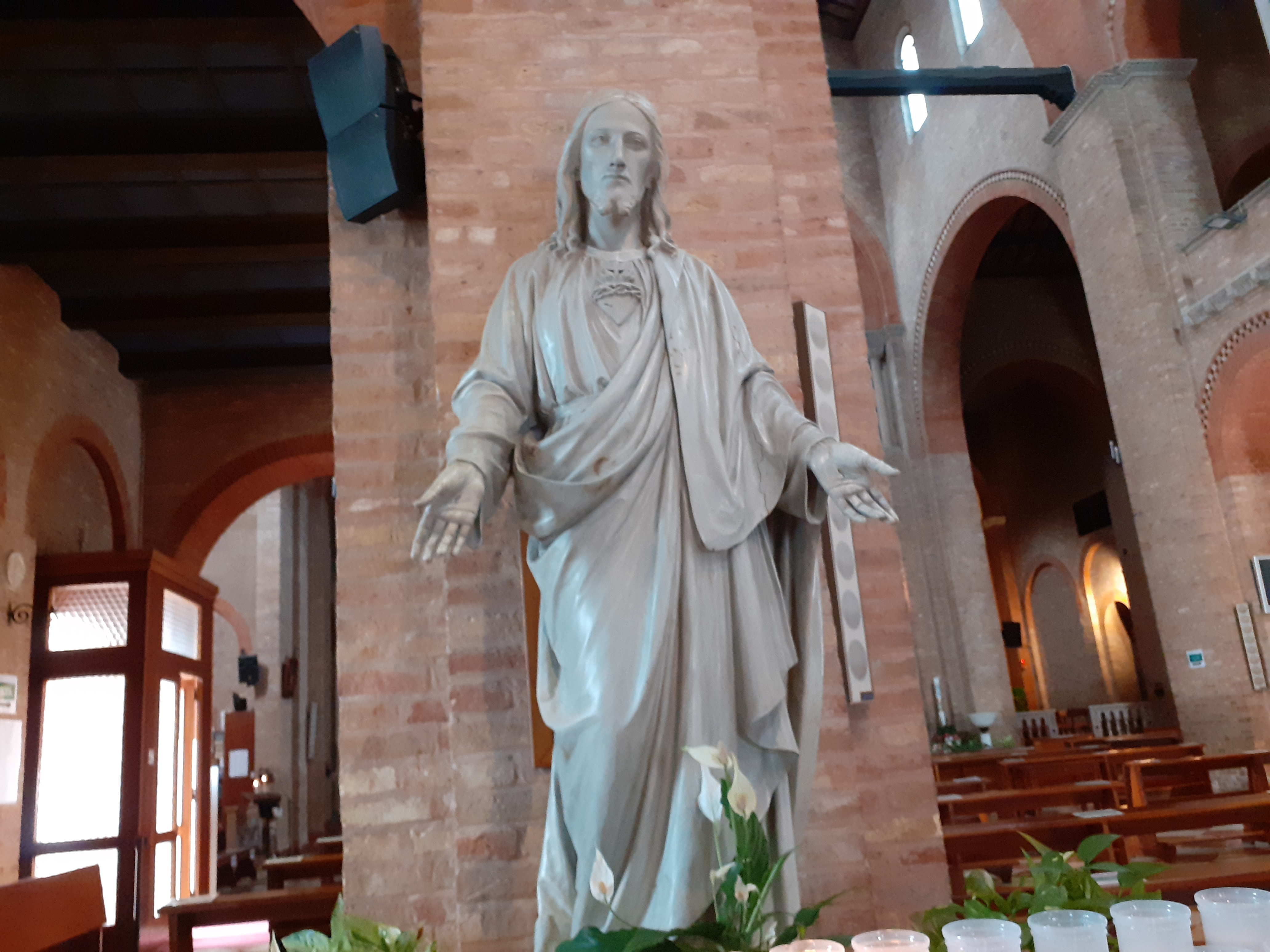
Statua del Sacro Cuore
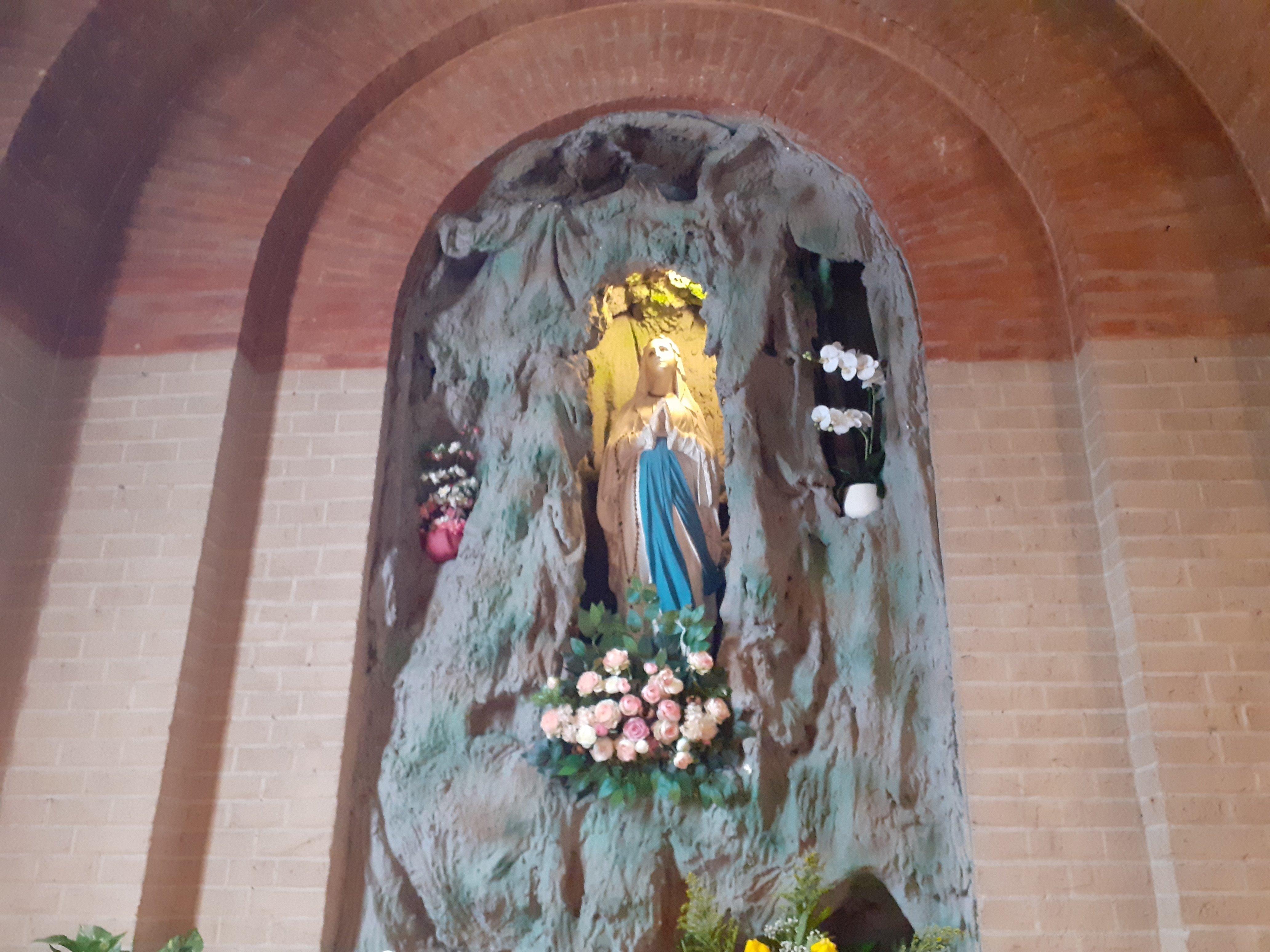
Grotta di Lourdes
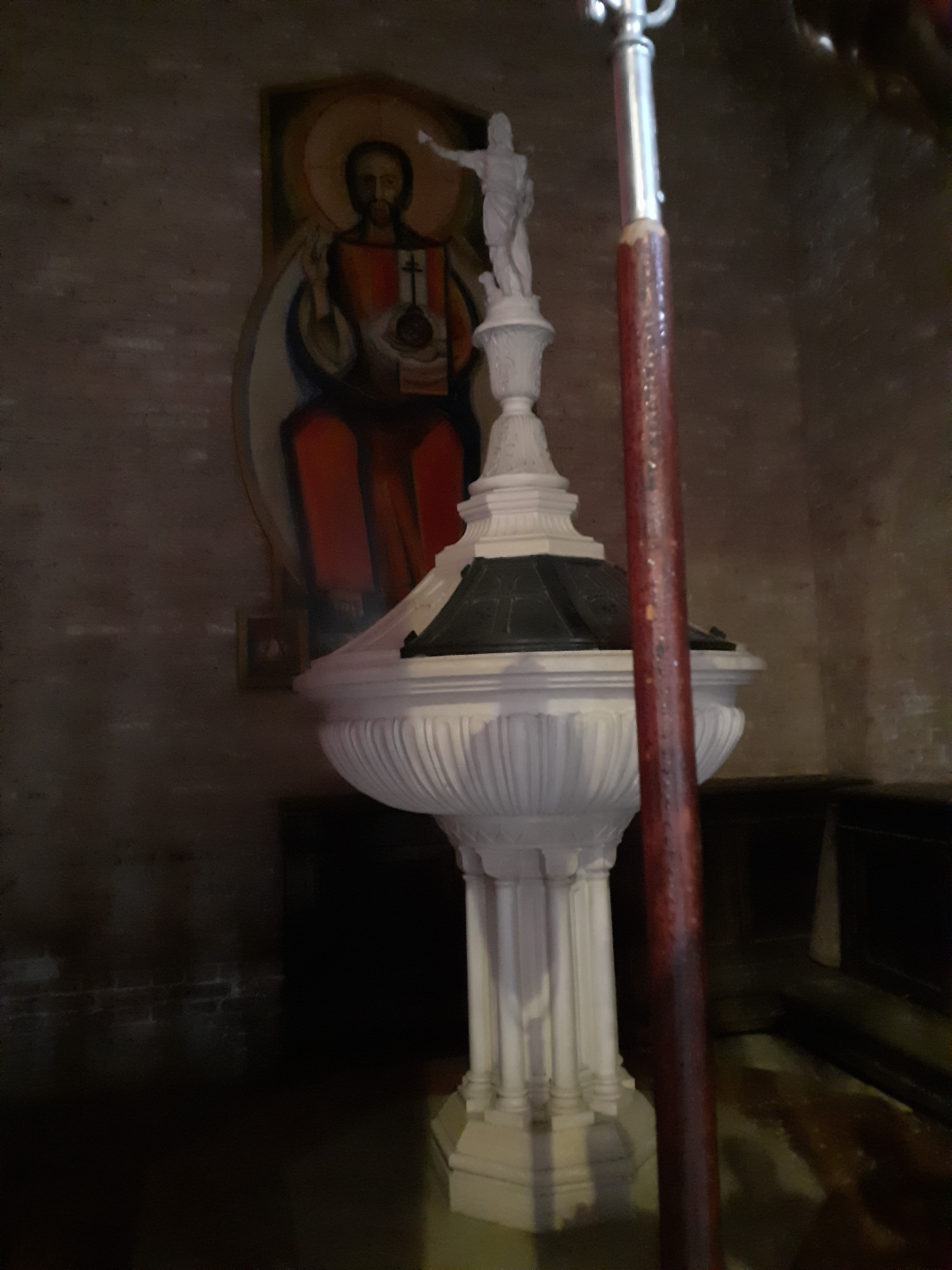
Antico fonte battesimale

## Organo a canne

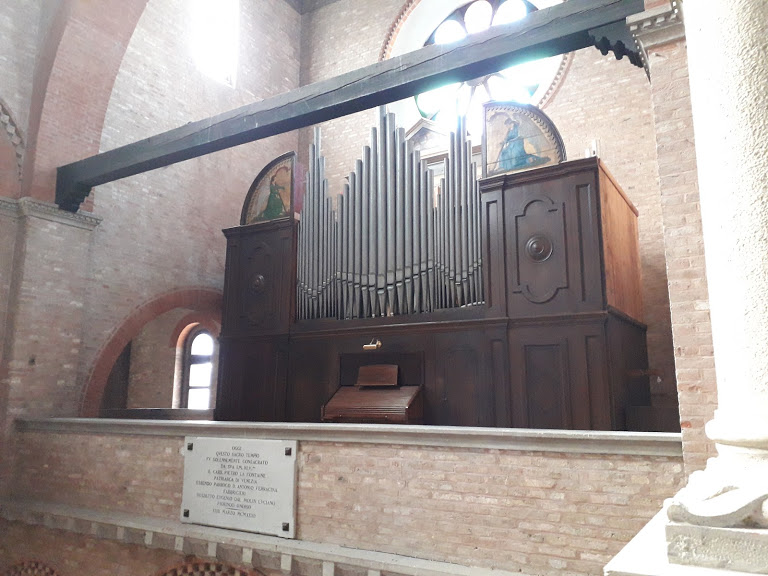
L'organo a canne

In controfacciata, nella cantoria, è presente un prestigioso organo a canne costruito dalla ditta Beniamino Zarantonello di Cornedo Vicentino (VI) nel 1928 e inaugurato il giorno di Natale del 1928, alla messa del mattino delle 4:30.
Lo strumento originario era costituito da 13 registri e 798 canne e si trovava nell'abside, dietro l'altare maggiore.
Nel 1930 venne collocato nella sua posizione attuale, in cantoria in controfacciata, e venne inaugurato una seconda volta durante la Messa Solenne del Patrono San Giovanni Battista, il 24 giugno.
Nel 1977, durante un restauro a opera della Zarantonello, la trasmissione venne convertita da pneumatica a elettrica, creando la nuova consolle in navata (ancora presente nella navata sinistra), e lo strumento venne spostato nel matroneo di destra, nell'intento di avvicinarlo all'organista.
Nel 2000 l'organo ha subito un restauro da parte della ditta Tamburini di Crema con l'aggiunta di alcuni registri (in particolare delle ance, prima non presenti) e con l’esecuzione di una generale ripulitura.
L'organo venne inoltre riportato nella sua posizione originaria nella controfacciata.
L'ultimo restauro è quello del 2018-19 per opera della ditta Lucato di San Martino di Lupari; ha comportato l'inserimento di alcuni registri con profonda ripulitura e sistemazione generale dello strumento e delle sue consolle.
Le consolle sono due: una “a finestra” in cantoria, a ridosso dello strumento (con due tastiere di 58 note e una pedaliera parallela di 27 note), e l'altra in navata (con due tastiere di 61 note e una pedaliera concavo-radiale di 32 note).
Le canne totali sono 1356.

## Le campane
Nel campanile sono presenti sei campane in scala diatonica di Do maggiore (estensione Do3-La3), fuse dalla fonderia De Poli di Vittorio Veneto (TV) nel 1961. Tutto il concerto, montato su telaio in ferro, è elettrificato a slancio. Inoltre le campane sono provviste degli elettrobattenti, inizialmente presenti solo sulle tre campane maggiori (al fine di eseguire la classica suonata funebre a rintocchi lenti discendenti) e poi, dal 2015, installati anche alle altre campane del concerto, in modo da poter eseguire melodie liturgiche a tema "a carillon". Per l'occasione è stato inoltre impostato il battito orario, con i rintocchi delle ore sulla campana maggiore (Do3) e il rintocco della mezza sulla terza campana (Mi3), con esclusione nelle ore del riposo pomeridiano e notturno. 
L'attuale programmazione del suono delle campane è la seguente: 
Per le S.Messe Feriali: distesa campane 5^ e 6^ mezz'ora prima; 
Per le S.Messe Prefestive e Festive: distesa campane 2^ - 3^ - 4^ e 5^ mezz'ora prima; 
5 minuti prima dell'inizio di tutte le S.Messe Feriali e Festive: distesa campana 6^; 
Per l'Angelus Domini delle ore 12: distesa campana 2^; 
Per l'Agonia di Gesù (Venerdì ore 15): distesa campana 2^; 
Per l'Ave Maria del mattino e della sera (ad orario variabile): distesa campana 3^; 
Per l'Agonia (annuncio della morte di parrocchiani o di personalità illustri o di membri insigni del clero): distesa campana 1^; 
Per i Funerali: distesa campane 4^ - 5^ - 6^ all'ingresso della salma in chiesa; tocchi lenti discendenti sulle 3 campane maggiori durante la processione al cimitero; 
Plenum (distesa simultanea di tutte e 6 le campane): riservato alle grandi solennità o ad eventi eccezionali; 
Altre combinazioni e accordi vengono utilizzati per particolari occasioni. 
Qui sotto i dati specifici:
| Nr. | Nominale | Diametro (cm) | Spessore (cm) | Massa (kg) |
| --- | -------- | ------------- | ------------- | ---------- |
| 1   | Do3      | 145,3         | 10,2          | 1866       |
| 2   | Re3      | 128,9         | 8,9           | 1296       |
| 3   | Mi3      | 114,2         | 7,8           | 882        |
| 4   | Fa3      | 107,4         | 7,5           | 733        |
| 5   | Sol3     | 95,4          | 6,6           | 522        |
| 6   | La3      | 85,8          | 5,9           | 354        |

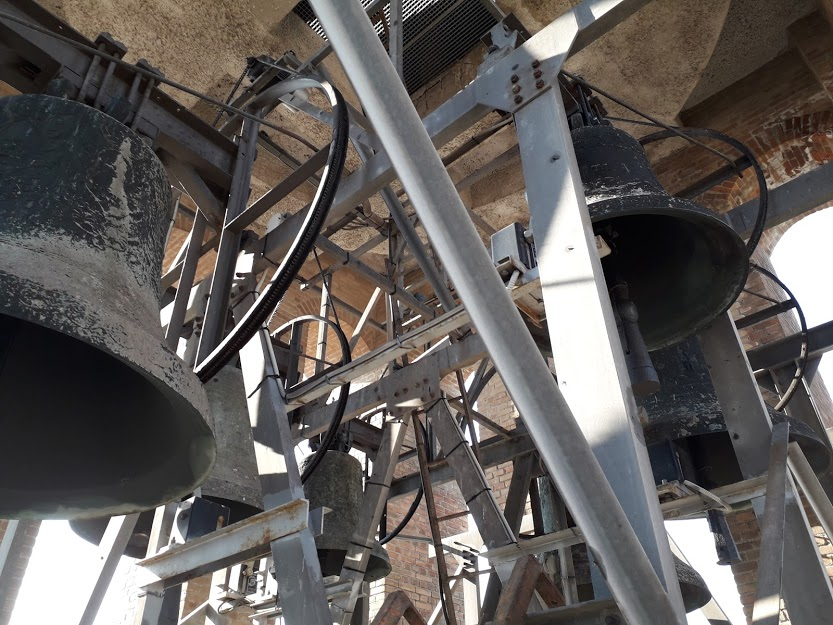
Le campane e la cella campanaria

Da segnalare che il 24 giugno 2014, per la prima volta le campane sono state suonate manualmente dai membri del "Gruppo Scampanotadors Furlans", che hanno eseguito le suonate tipiche della tradizione friulana per solennizzare la festa patronale di San Giovanni Battista.

## Galleria d'immagini

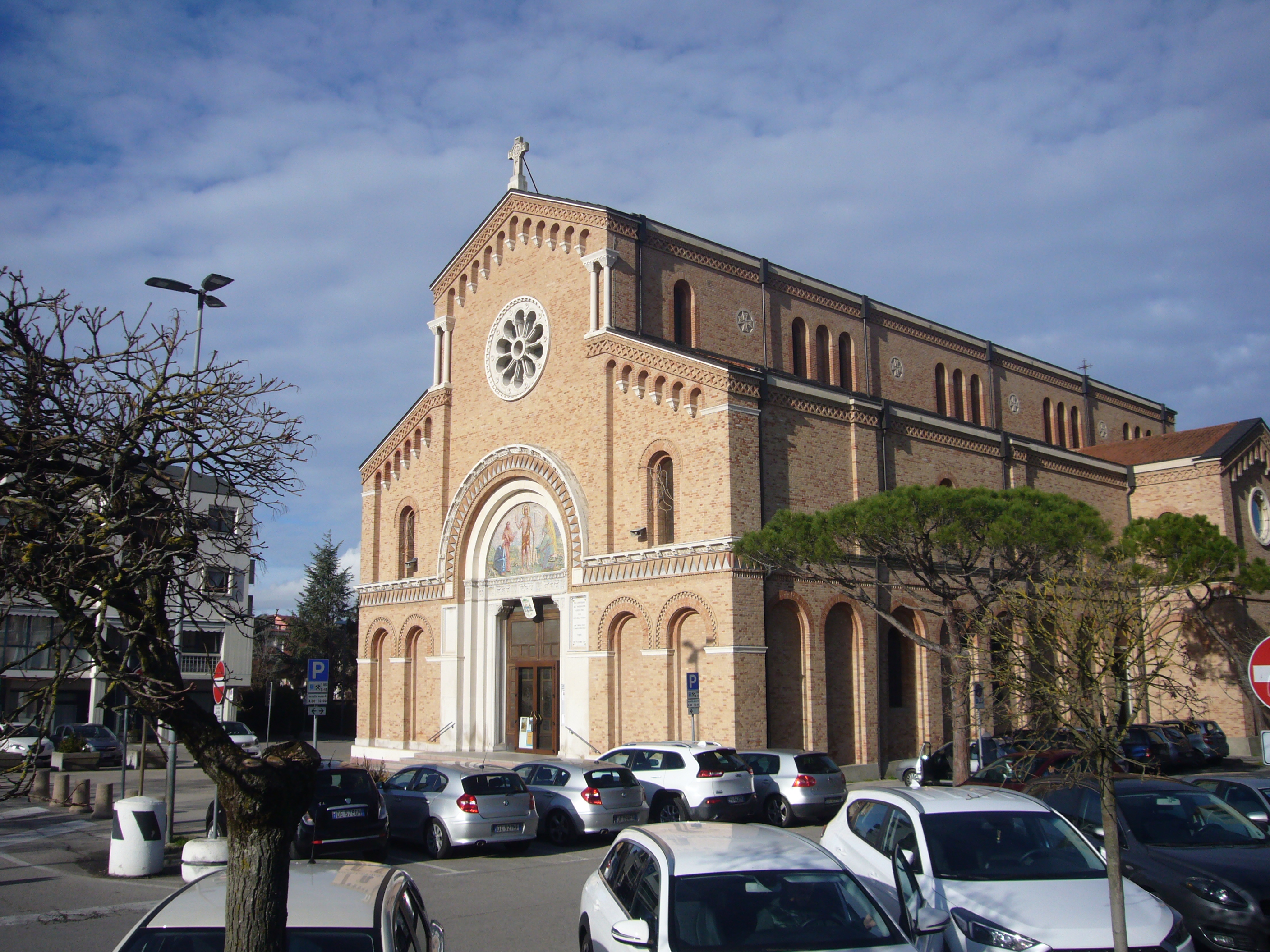
Veduta della chiesa
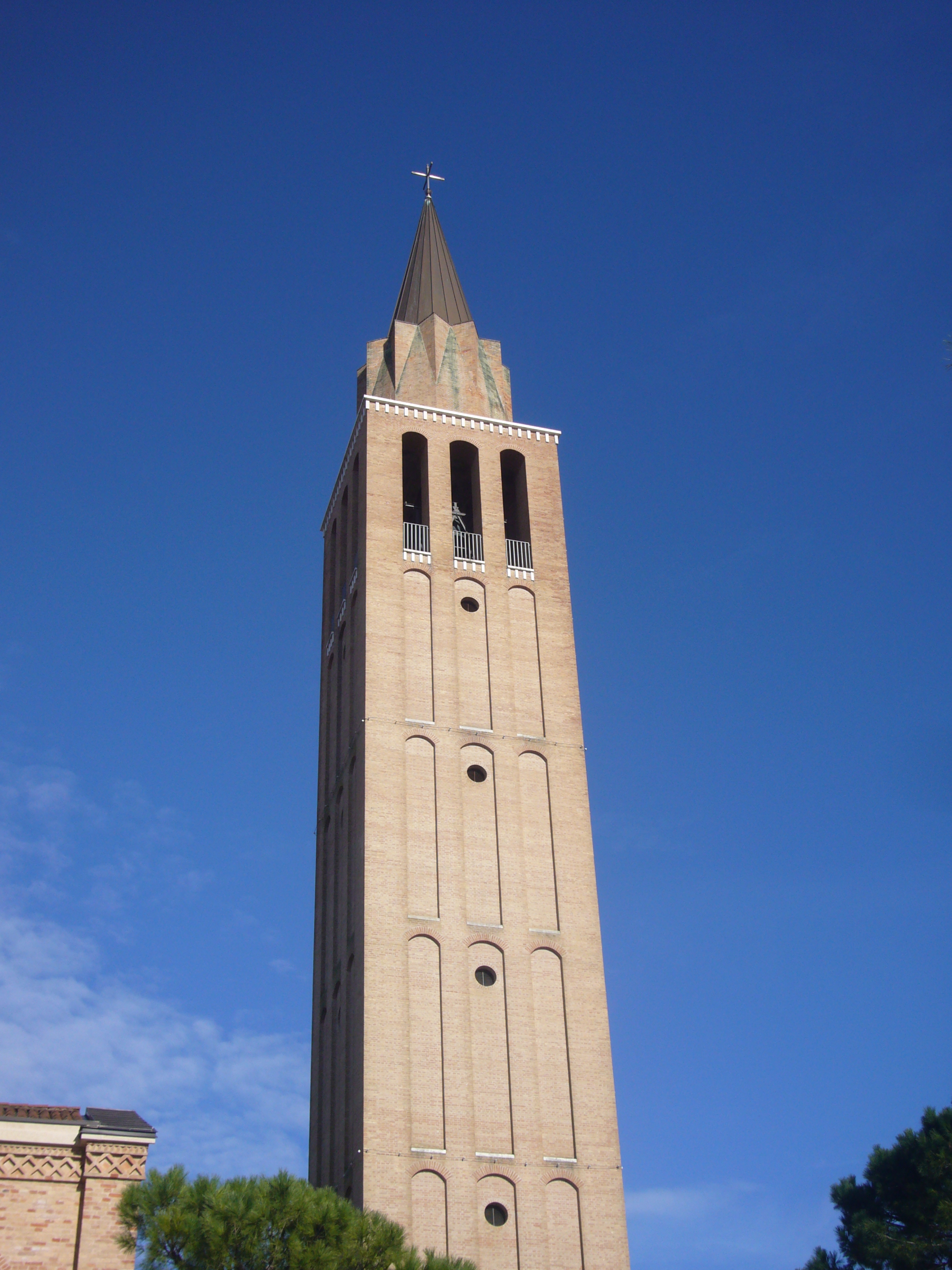
Il campanile
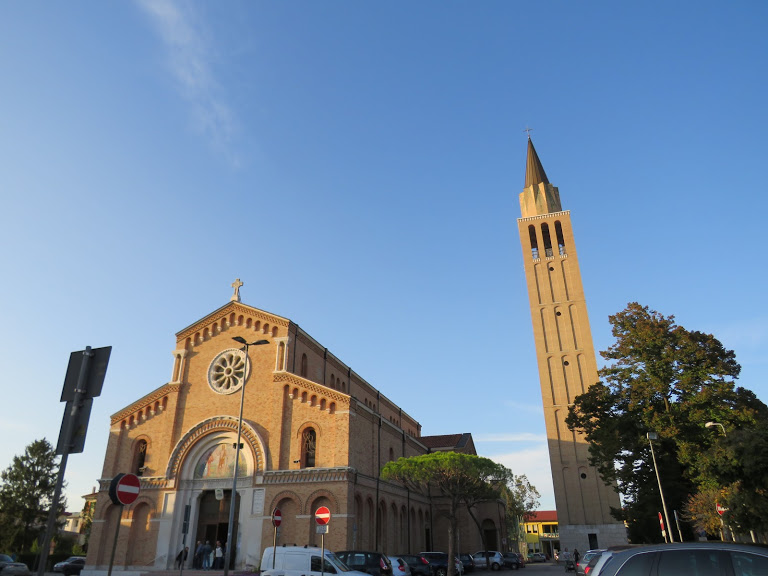
La chiesa e il campanile
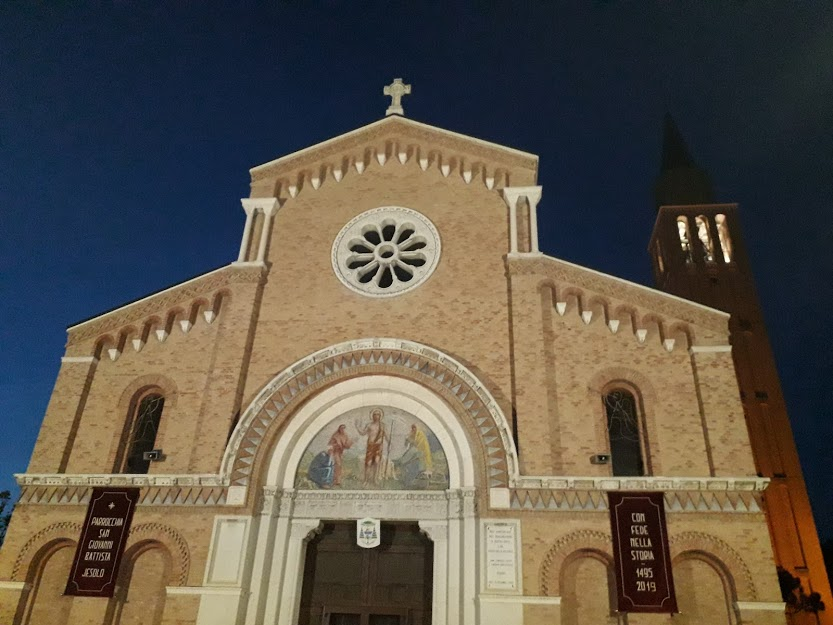
Veduta notturna
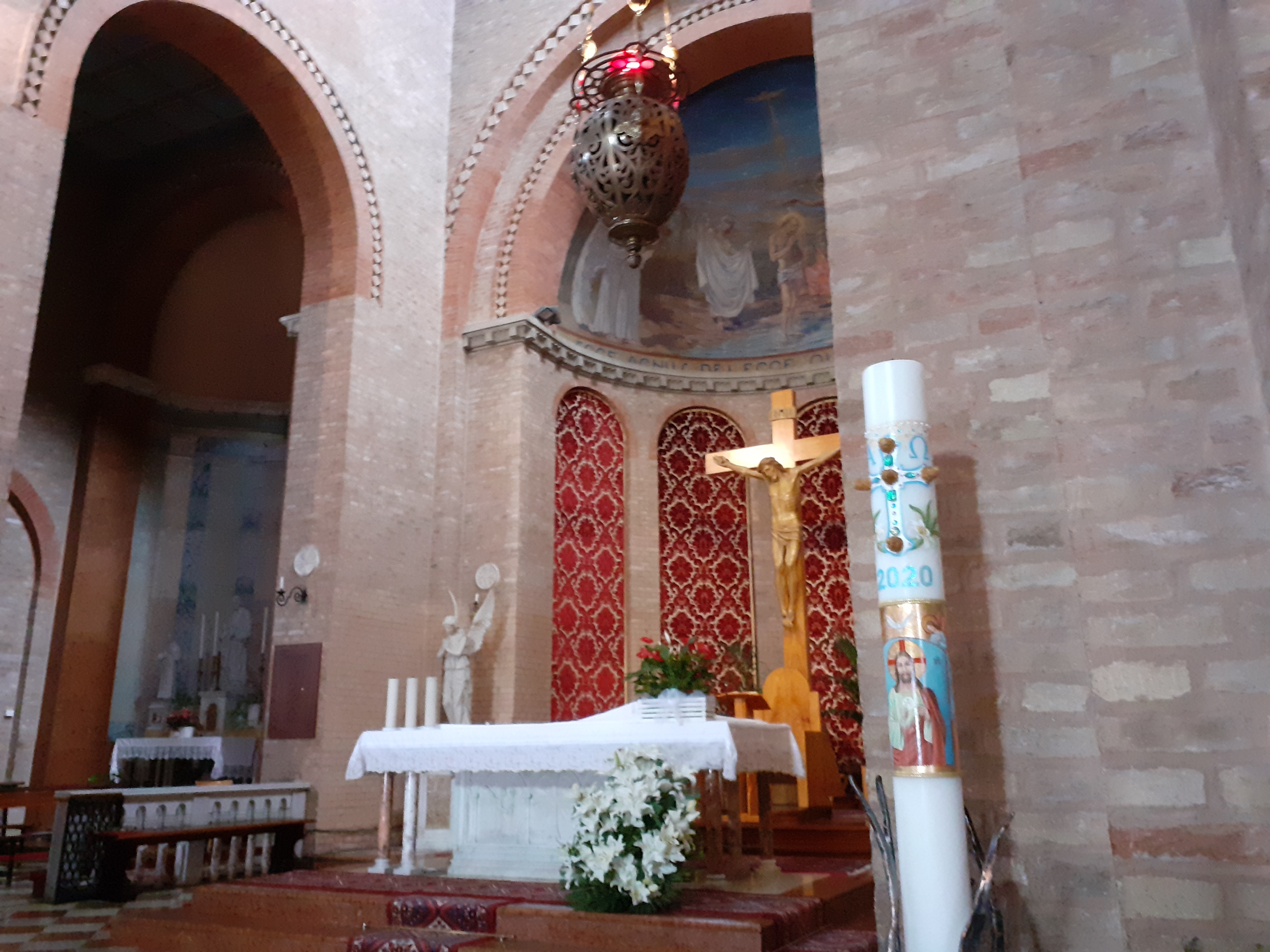
L'altare maggiore e il Cero Pasquale
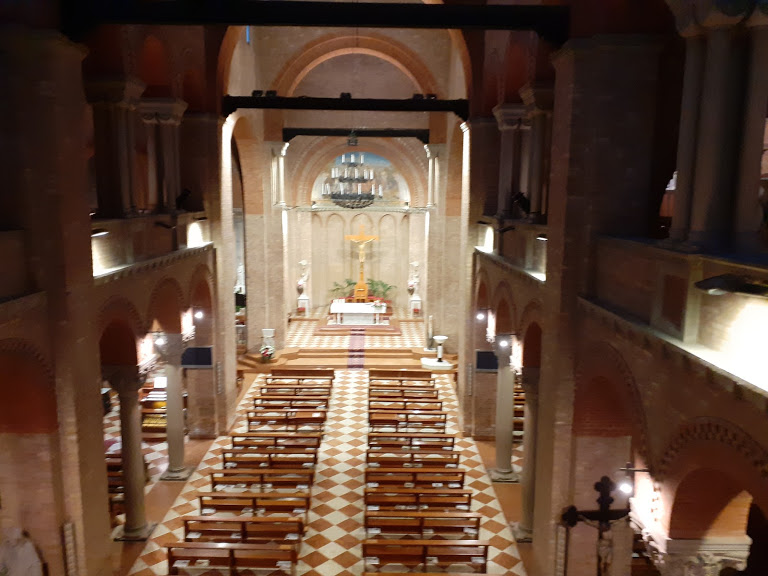
La chiesa vista dalla controfacciata
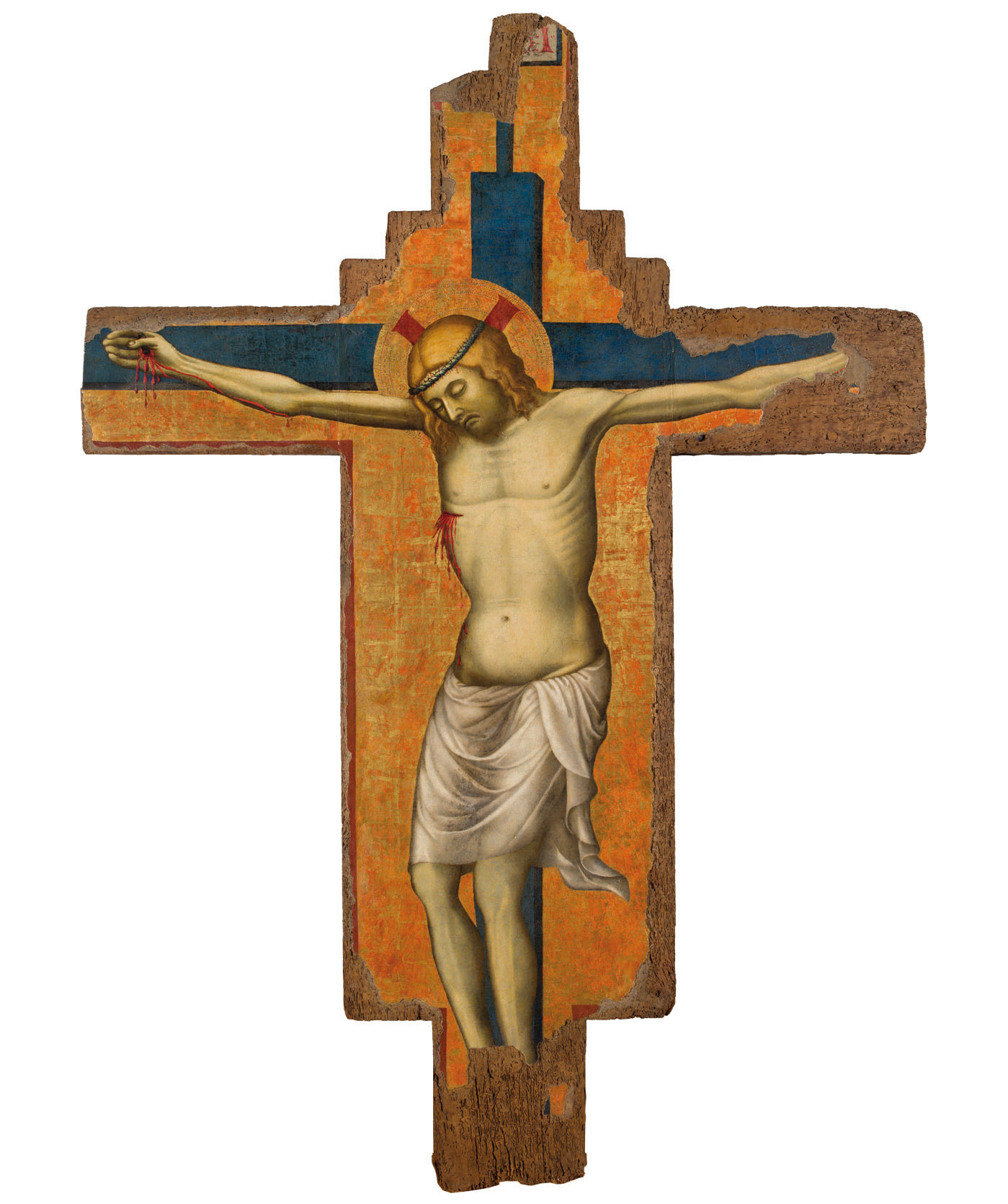
Antico crocifisso trecentesco di Jesolo